# Bahnhof Minsk-Passaschyrski

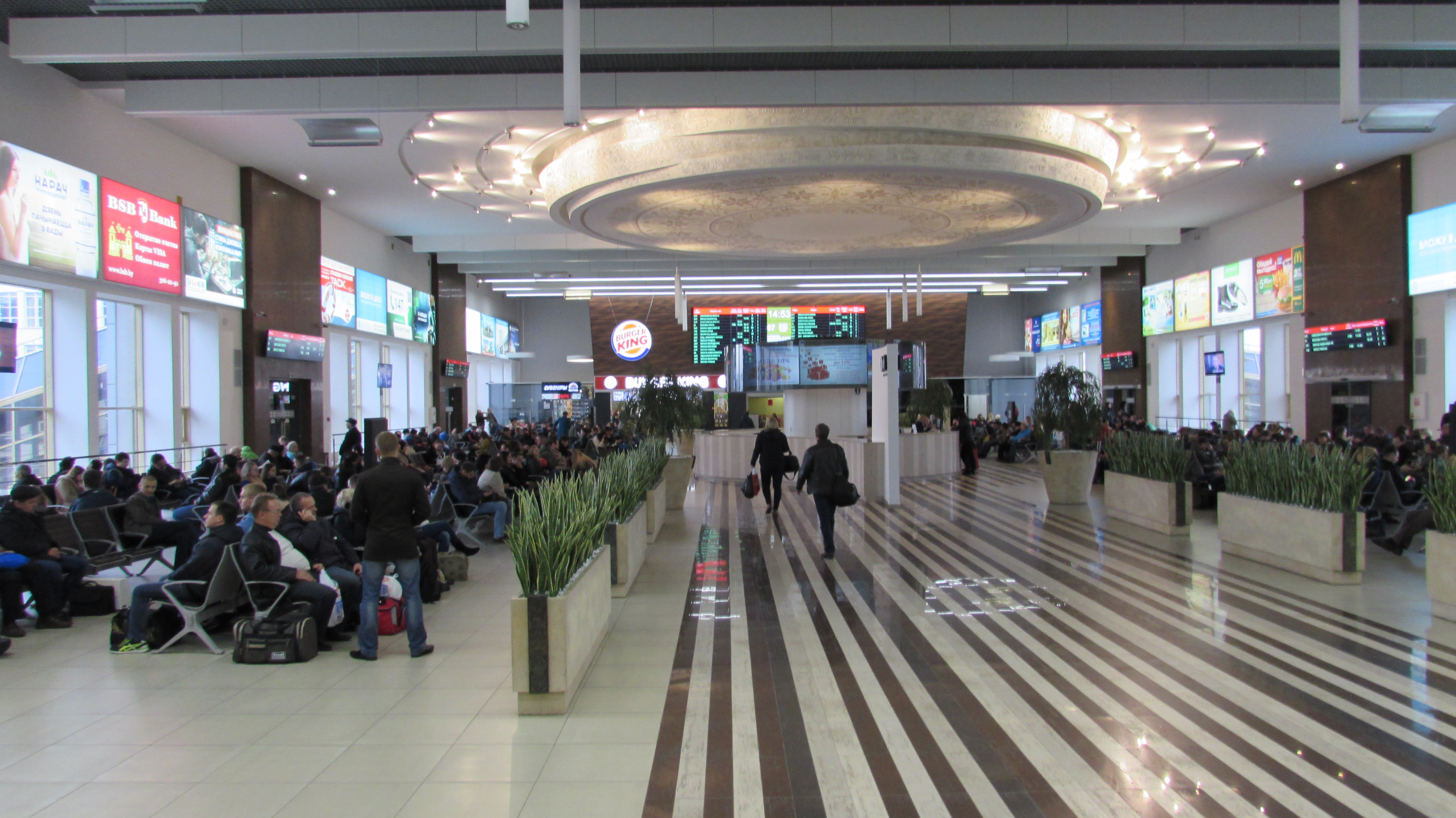
Warteraum im Bahnhof

Minsk-Passaschyrski ist der Name des wichtigsten Personenbahnhofes der belarussischen Hauptstadt Minsk und der belarussischen Eisenbahngesellschaft Belaruskaja tschyhunka (BTsch).

## Lage
Der Bahnhof ist ein Durchgangsbahnhof und befindet sich im Südwesten der Innenstadt, unweit der Belarussischen Staatsuniversität und einiger bedeutender Regierungsgebäude. Der Bahnhof verfügt durch die Station „Leninplatz“ über eine Anbindung an die Minsker Metro. Die Orientierung des Bahnhofes verläuft in Nordwest-Südost-Richtung. Er wurde im Rahmen des Wiederaufbaus der Stadt nach dem Zweiten Weltkrieg angelegt und in den 1990er-Jahren aufwändig aus- und umgebaut.

## Verbindungen
Der Bahnhof vereinigt die Funktionen der Vorgängerbauten an den Strecken Brest–Moskau und Vilnius–Kiew/Homel. Er bietet internationale Verbindungen nach Moskau, Sankt Petersburg, Kasachstan, der Ukraine, der Republik Moldau und in die Oblast Kaliningrad sowie nach Litauen, Polen und anderen Ländern der Europäischen Union wie beispielsweise Deutschland. Daneben ist der Bahnhof Zentrum des innerbelarussischen Verkehrs. So besteht hier ein S-Bahn-ähnliches System von Vorortzügen.
Koordinaten: 53° 53′ 25″ N, 27° 33′ 2″ O